# Picunches megye
Picunches egy megye Argentína nyugati részén, Neuquén tartományban. Székhelye Las Lajas.

## Népesség
A megye népessége a közelmúltban a következőképpen változott:
| Év   | Lakosság |
| ---- | -------- |
| 2001 | 6369     |
| 2010 | 7022     |